# Arbejdsløshedsø
Arbejdsløshedsø er en geografisk term for et område hvor ledigheden er arbejdsdygtig og arbejdssøgende, også når der er god beskæftigelse i det øvrige land. Eksistensen af arbejdsløshedsøer i Danmark, især i Nordjylland, beror på at visse egne er erhvervsmæssigt stagnerende og byder på ringe beskæftigelsesmulighed, samtidigt med at den lokale arbejdskraft vanskeligt kan flytte på grund af boligforholdene.